# Peter Graf (Politiker, 1874)
Peter Graf (* 5. Februar 1874 in Hohenpeißenberg; † 24. November 1947 ebenda) war ein deutscher Landwirt und Politiker (BVP). Er war von 1920 bis 1924 sowie von 1928 bis 1933 Abgeordneter des Bayerischen Landtages.

## Leben
Nach dem Besuch der Volksschule arbeitete Graf zunächst als Bergmann in Hohenpeißenberg, wo er später als selbständiger Landwirt und Brauer tätig war. In seiner Heimat zählte er zu den Gründern der Raiffeisen-, Entwässerungs- und Viehverwertungsgenossenschaften.
Graf war Mitglied des Schongauer Bezirkstags und Zweiter Bürgermeister der Gemeinde Hohenpeißenberg. Bei der Landtagswahl 1920 wurde er im Stimmkreis Landsberg-Schongau/Obb. für die BVP in den Bayerischen Landtag gewählt, dem er bis 1924 angehörte. Vom 26. März 1928, als er für den verstorbenen Abgeordneten Ludwig Giehrl nachrückte, bis zum Ablauf der fünften Legislaturperiode 1933 war er erneut Mitglied des Bayerischen Landtages, seit der Landtagswahl 1928 als gewählter Abgeordneter des Stimmkreises Landsberg-Schongau, Starnberg-Weilheim/Obb.